# Kołyska (broń palna)
Kołyska – część łoża działa lub wielkokalibrowego karabinu maszynowego, na której spoczywa lufa (lub kilka luf). Wykonuje ruch wahadłowy razem z lufą w płaszczyźnie pionowej oraz umożliwia przemieszczanie się jej w czasie odrzutu i powrotu. Kołyska wchodzi w skład mechanizmu podniesieniowego i może mieć kształt korytkowy lub cylindra. Zamocowana jest w łożu górnym za pomocą czopów.